# قط سيبيري

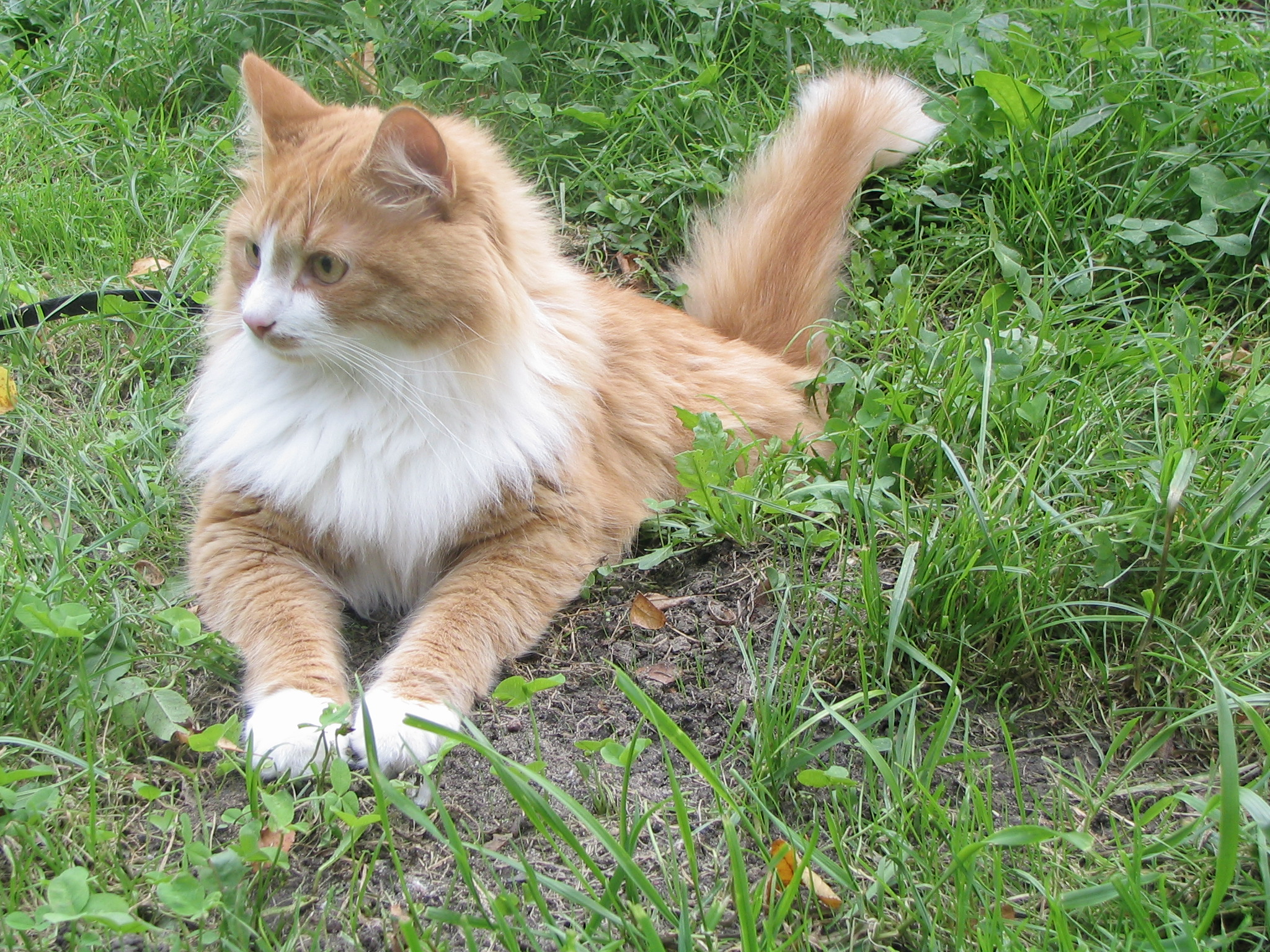
القط السيبيري الأحمر

قط سيبيري (بالإنجليزية: Siberian)‏ (بالروسية: Сибирская кошка) ، أطلق هذا الاسم على سلالة من القطط الروسية طويلة الشعر، وهي شائعة في روسيا نادرة في الولايات المتحدة. وتُعتبر السلالة المخططة بالبني هي الأكثر شيوعاً من بين الألوان الأخرى التي عُرف بها هذا القط. يختلف السيبيريون من متوسط إلى متوسط إلى كبير في الحجم. The formal name of the breed is Siberian Forest Cat, الاسم الرسمي للسلالة هو  Siberian Forest Cat  ولكن عادةً ما يطلق عليها ببساطة القط السيبيري أو السيبيري. اسم سلالة رسمي آخر هو Moscow  القطة هي سلالة قديمة يُعتقد الآن أنها أسلاف إلى جميع القطط الحديثة ذات الشعر الطويل. القط لديه أوجه تشابه مع قطة الغابة النرويجية ، والتي من المحتمل أن تكون مرتبطة بها ارتباطًا وثيقًا. إنه سلالة طبيعية من سيبيريا والقط الوطني ل روسيا.

## وصف
القط السيبيري قط كبير قوى العضلات، رشيق ومَرِن، وأيضاً ماهرٌ في القفز نتيجة لقوة عضلاته، إضافةً إلى أن أرجله الخلفية أطول بقليل من الأمامية؛ مما يجعله رياضيًّا بارعاً. يصل إلى النضج بعد 5 سنوات من عمره. يمتلك مخالب قوية في أرجله. الظهر طويل، قليل الانحناء، ولكنه يبدو مستقيماً عند المشي، بينما الخصر عضلي مستدير. ويوحي المظهر العام لهذا القط بالقوة والنشاط والذكاء، كما أن تعابير الوجه توحي بالسعادة والانطلاق.
قطط السيبيريا متوسطة إلى كبيرة الحجم. ولهذه القطط العديد من الألوان والأنماط، ومن ألوانها الأحمر والأسود والأبيض والبني، وأما ألوان عيونها فمنها الأزرق والأخضر والذهبي. تُعد الإناث أقل وزناً من الذكور، حيث يبلغ وزن الذكر تقريباً من 5-7 كغ، بينما وزن الانثي تقريباً من 3.5-5 كغ. اشتهرت هذه السلالة في روسيا منذ حوالي 1000 عام. جديرٌ بالذكر أن القط السيبيري هو القط الوطني في روسيا ويستطيع العيش والتكيف مع الطقس الشديد البرودة لأنه يمتلك فراءً مقاوماً للبرد.
يمتلك هذا القط معطفاً (فراءً) سميكاً ذو ثلاث طبقات، ويمتاز بمقاومته للماء، فهذا القط يحب المياه ويستمتع بها.

## السلوك
هذا القط ذكيٌ ومَرِحٌ وحنونٌ، يحب التسلق والقفز، جيدٌ مع الأطفال والقطط الأخرى والكلاب أيضاً ويمكنه التعايش معهم. توصَف هذه القطط بأنها تشبه الكلاب في الشخصية، فهي مخلِصةٌ وفيَّة، ويركضون إليك عند عودتك إلى المنزل ترحيباً. وهم بطبعهم يحبون الاجتماع، فيُفضَّل إحضار أكثر من واحدة، ويحبون أيضاً المشاركة في كل شيء.
يحب القط السيبيري التعلم، وهو مطيع للأوامر، ويحب أيضاً القفز والجلوس في مكان عالٍ، فهو رياضيُّ ومَرِحٌ كما ذكرنا.

## العناية به
يحتاج فرو هذا القط إلى العناية به، من خلال تنظيفه مرة أو مرتين أسبوعياً، ويُفضَّل تنظيفه يومياً في نهاية الشتاء وفي الصيف، حيث يتساقط شيءٌ من شعر القط في هذا الوقت؛ نتيجةً للتغير في ساعات النهار.
ينبغي أيضاً تنظيف أسنان القط عدة مرات أسبوعياً وتقليم أظافره أيضاً، وفحص أذنه باستمرار لتفقد إن كان هناك احمرار أو رائحة كريهة فيها، وإذا كان هناك تراكم للأوساخ فيها فتُنَظَّف بقطن مبلل، وفي حال كان هناك التهاب فاذهب بالقط إلى الطبيب البيطري.
تحتاج إلى الطبيب البيطري أيضاً لمعرفة النظام الغذائي المناسب وكمية التغذية المناسبة للقط خلال المراحل العُمرية المختلفة، وأيضاً أخذ النصائح منه لتجنب إصابة القط بالسمنة. يُفضَّل إبقاء القطط داخل المنزل وعدم إخراجها منه.

## معلومات
- صُدِّرَت قطط السفانا إلى أوروبا والولايات المتحدة الأمريكية في التسعينيات من القرن العشرين، والذي قام بإحضارهم إلى الولايات المتحدة الأمريكية هو مربي قطط اسمه إليزابيث تيريل (Elizabeth Terrell).
- القطط السيبيرية هي قطط ذات صحة جيدة، إلا أن هناك مرض خلقي وحيد قد تكون القطة مصابة به، وهو اعتلال عضلة القلب الضخامي (HCM)، لذلك ينبغي شراء القطة من مربي موثوق به، وفحصها والتأكد من صحتها وسلامتها.
- زيادة سُمك عضلة القلب هي أكثر أمراض القلب شيوعاً في القطط، وقد يؤدي هذا المرض إلى قُصور القلب، لذلك ينبغي الانتباه لهذا الأمر.[14][15]

## معرض صور

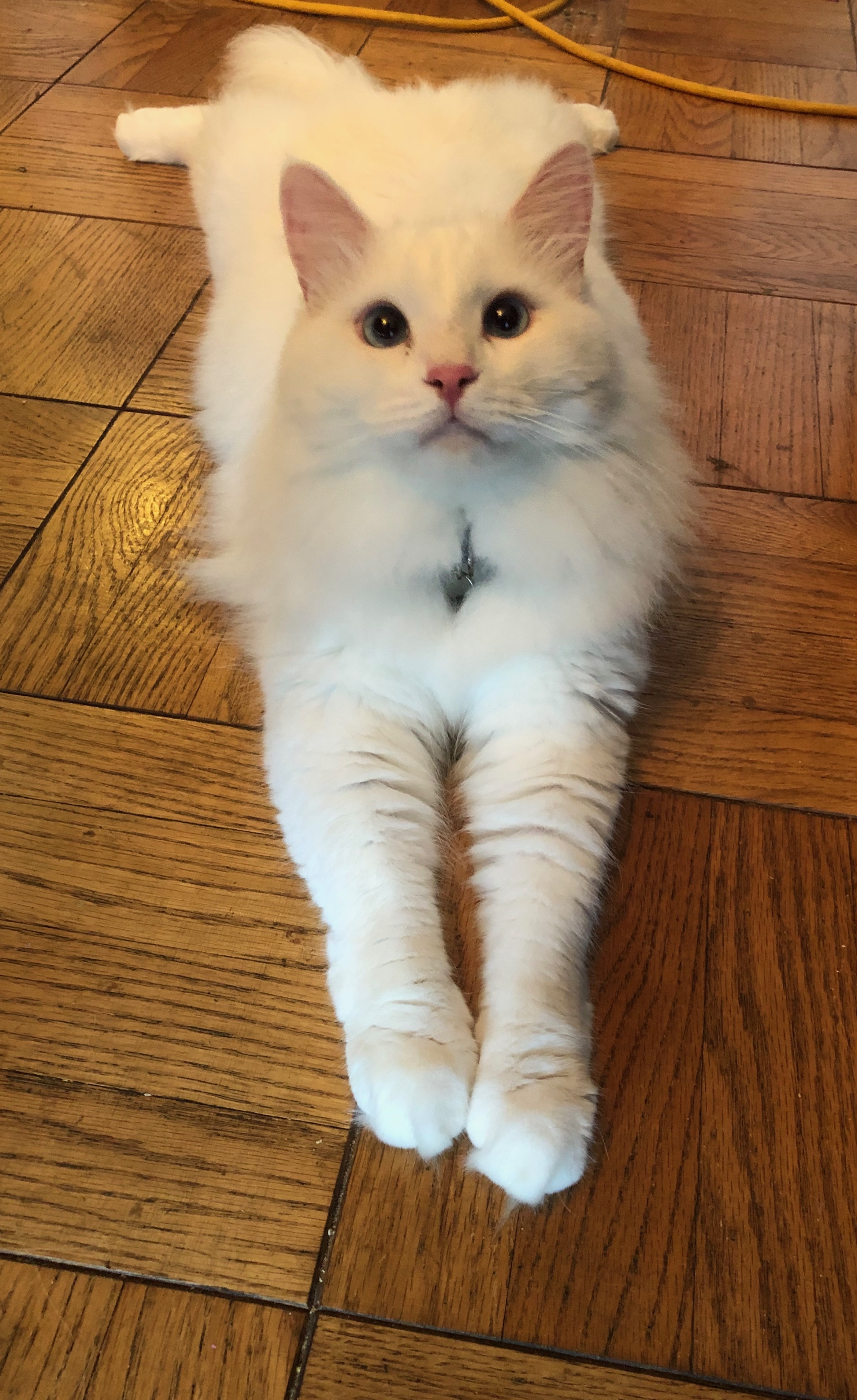
قط سيبيري عمره عام واحد
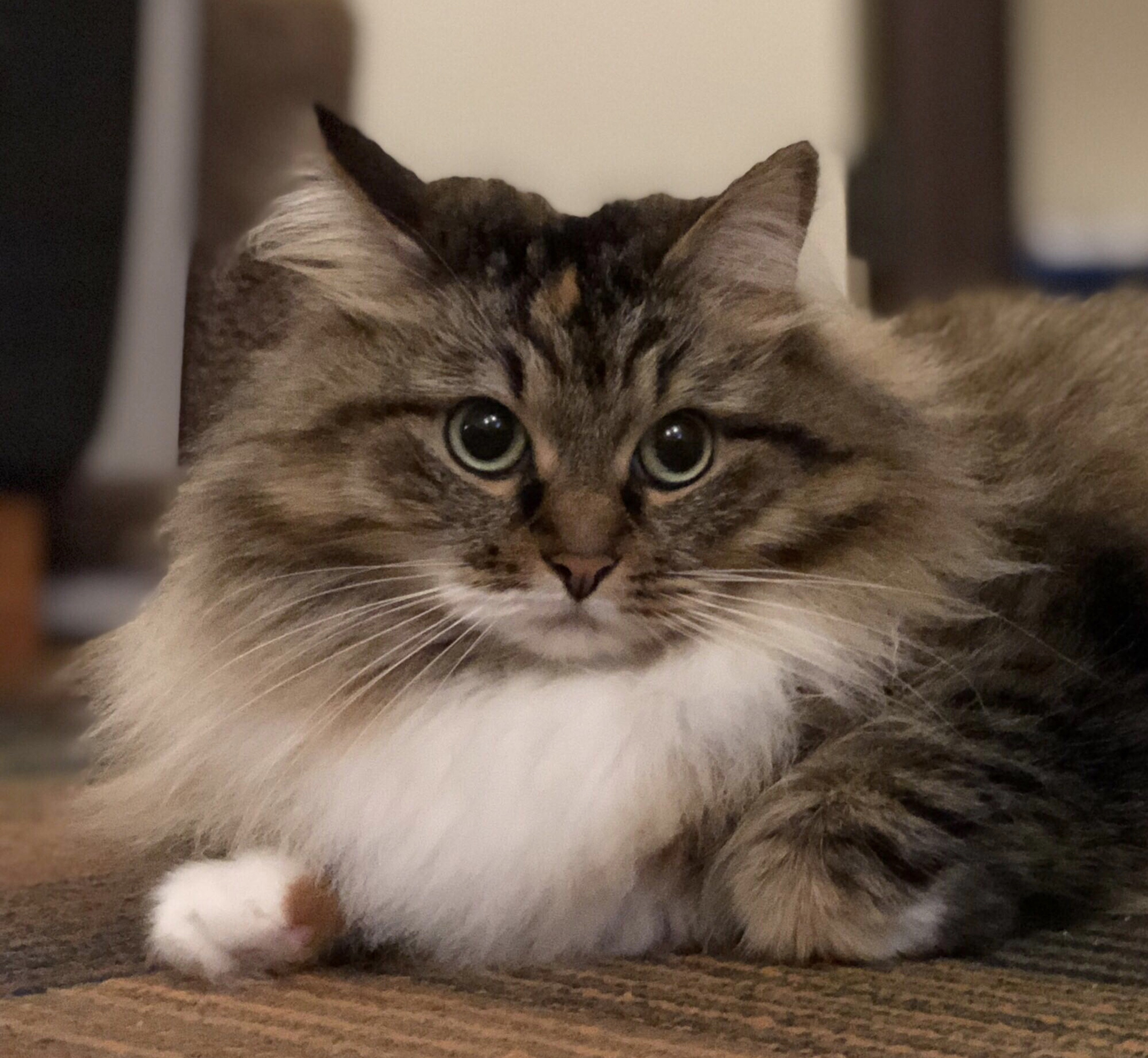
قط سيبيري عمره 3 سنوات
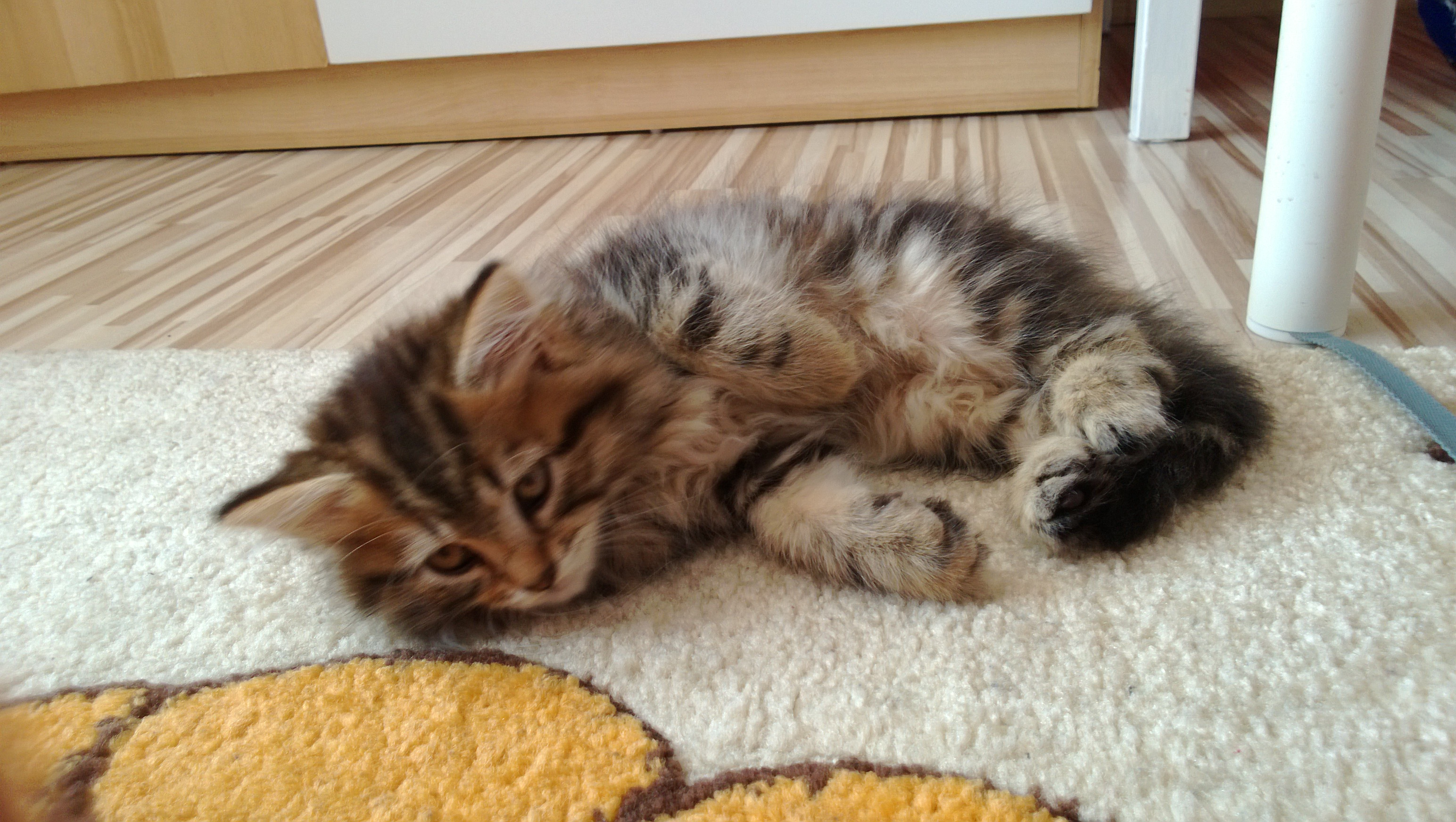
قط سيبيري عمره 7 أسابيع
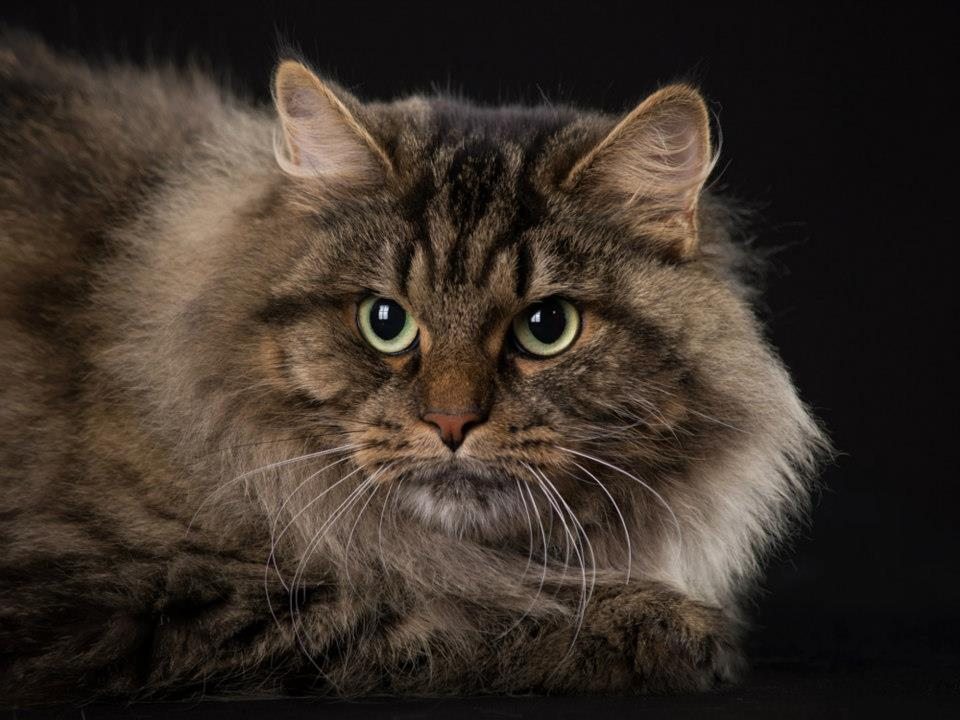
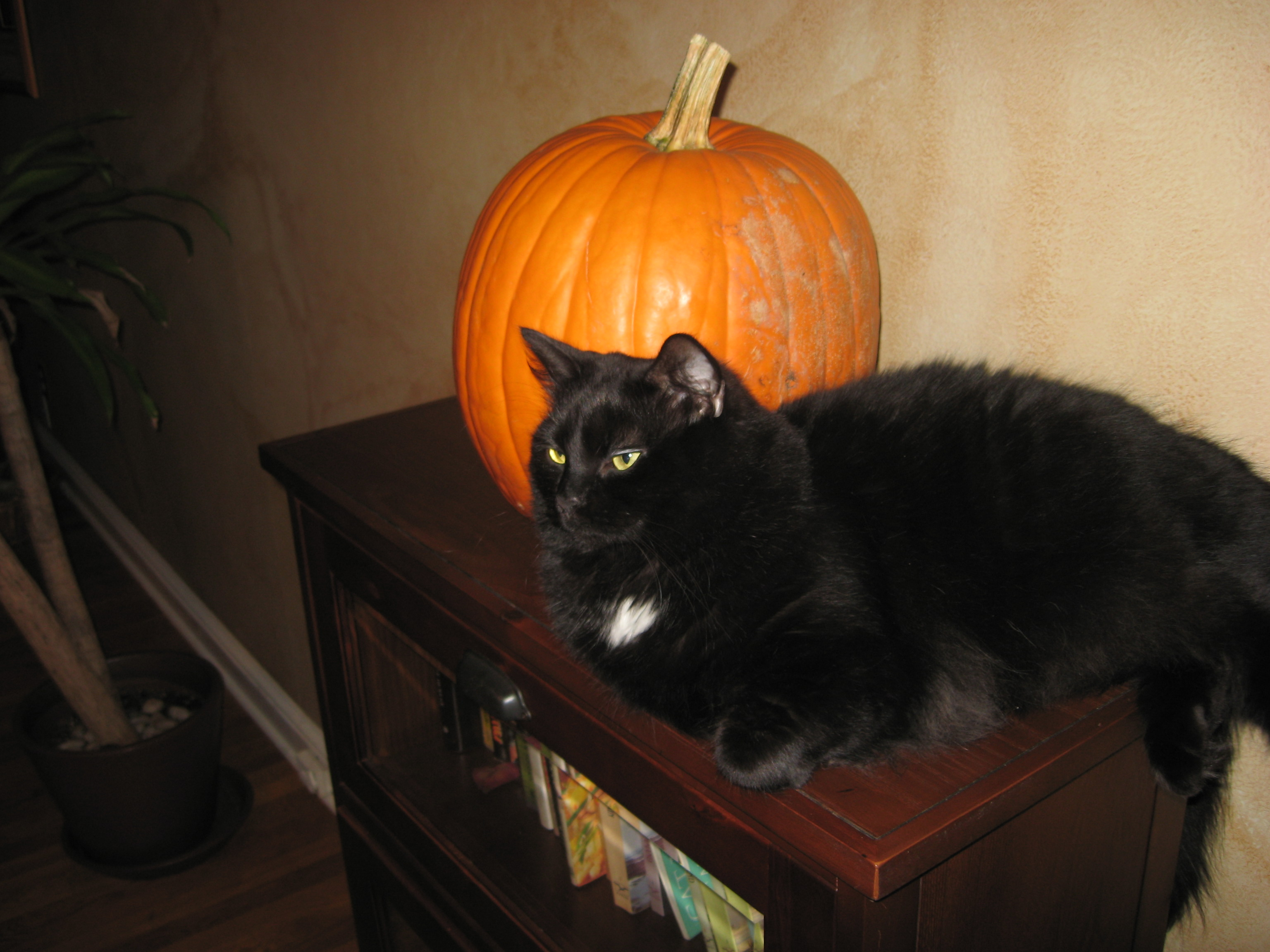
قط سيبيري لديه رقعة بيضاء على صدره

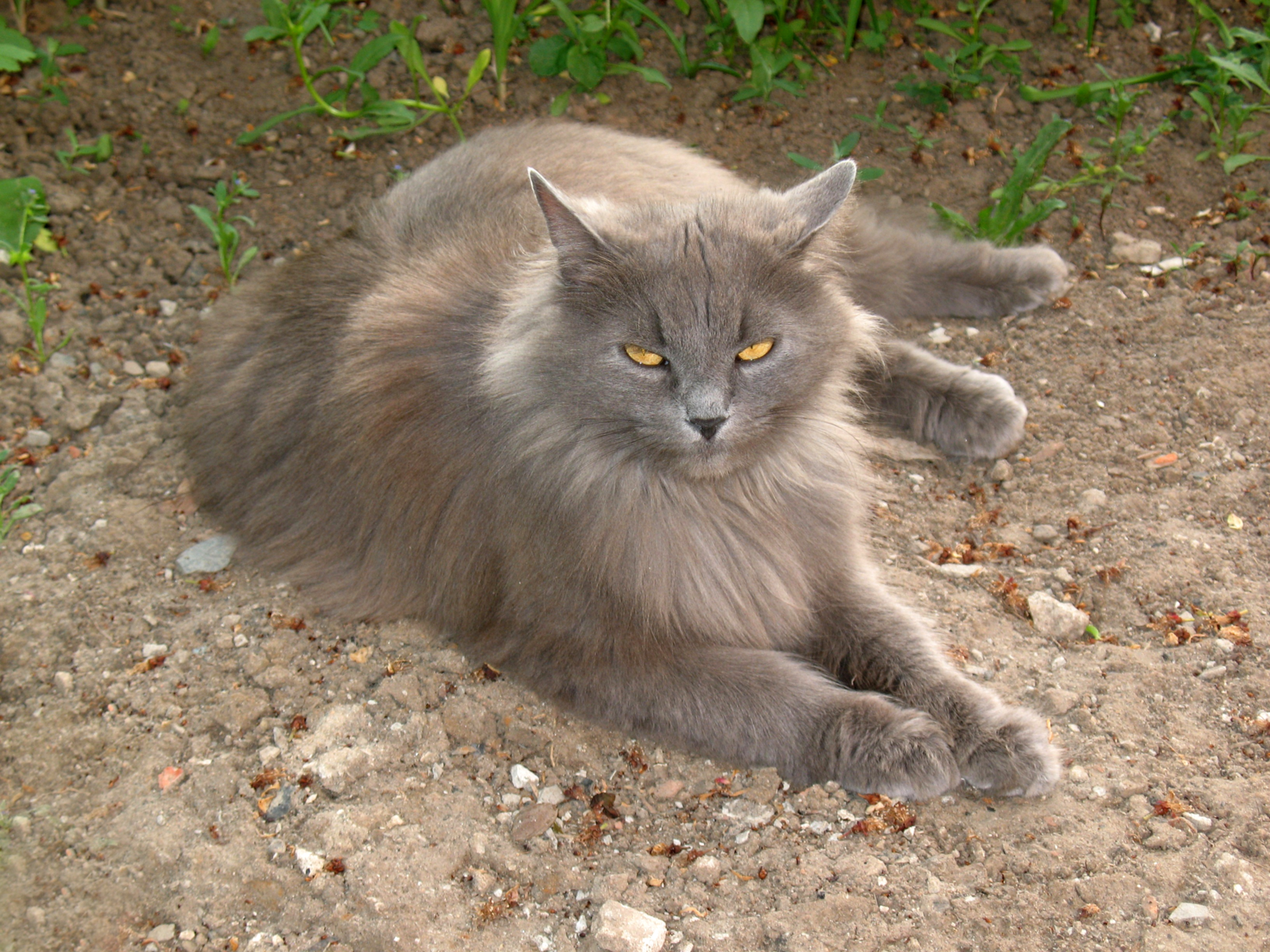